# Ganzenhoef (winkelcentrum)
Ganzenhoef was een winkelcentrum in het noordoostelijke gedeelte van de Bijlmermeer in Amsterdam-Zuidoost. Het was gelegen onder de Bijlmerdreef en Elsrijkdreef nabij het metrostation Ganzenhoef. 
Het winkelcentrum en metrostation werden bij een raadsbesluit van 15 april 1972 vernoemd naar een boerderij aan de Vecht bij Maarsseveen.

## Geschiedenis

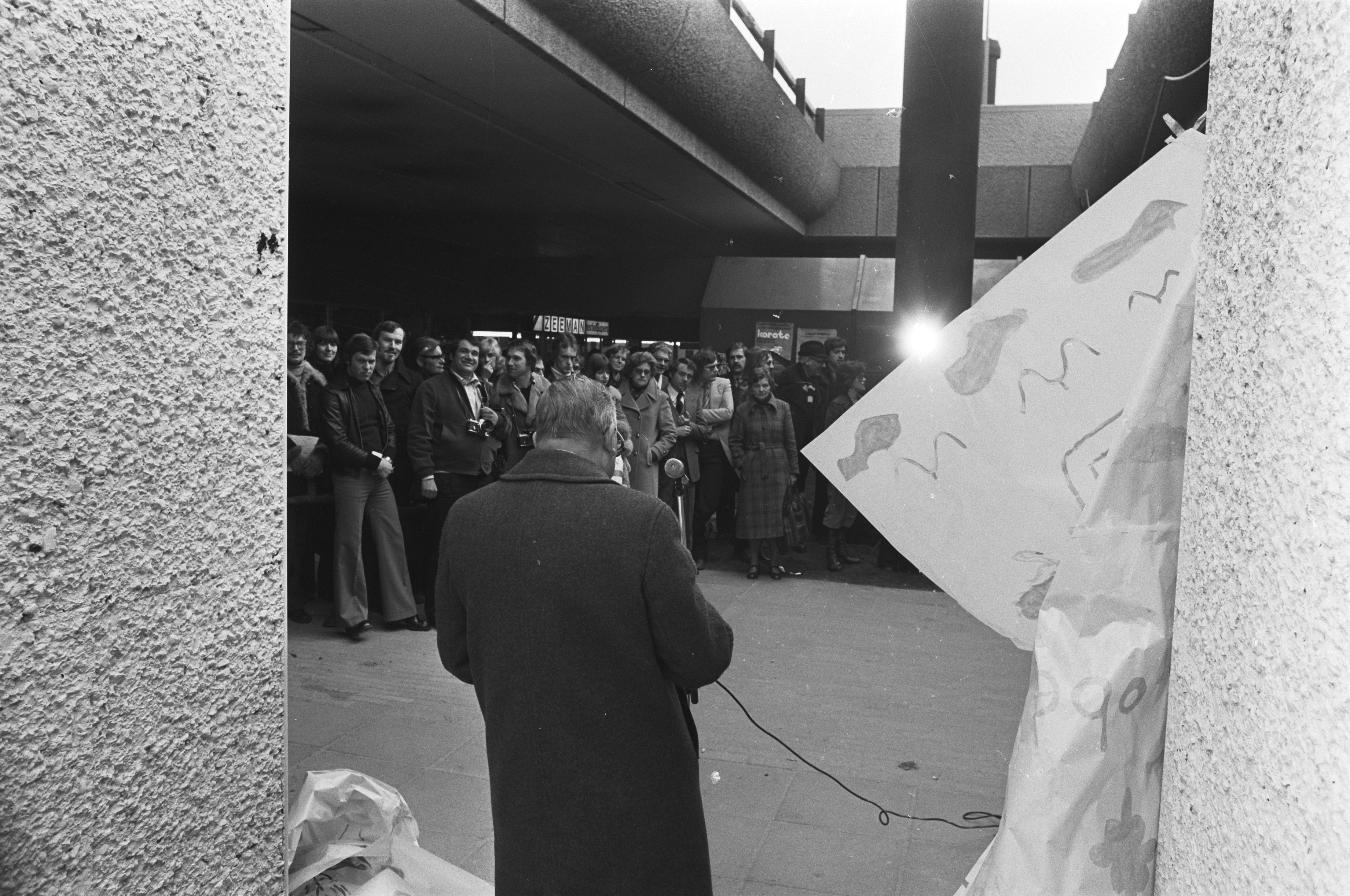
Officiële opening winkelcentrum op 24 maart 1976

De eerste flatgebouwen in dit gedeelte van de Bijlmermeer werden opgeleverd vanaf 1970 maar er waren nog geen voorzieningen zodat de bewoners voor de winkels moesten uitwijken naar het veel meer naar het westen gelegen aanloopcentrum.
Inmiddels nam het aantal flatgebouwen gestadig toe maar pas in 1975 kon een eigen winkelcentrum worden geopend evenals datzelfde jaar het Fazantenhof. Kraaiennest volgde in 1976. Het winkelcentrum met subcentrum met voorzieningen was, conform de voor de Bijlmermeer toen geldende stedenbouwkundige inzichten, gelegen in de ruimten onder brug 1017 in de halfhoog gelegen Bijlmerdreef en Elsrijkdreef maar ook onder de parkeergarages van Gliphoeve, Gerenstein, Groeneveen en Gooioord. 
De architect van het winkelcentrum was Evert Jelle Jelles en van het subcentrum de Amsterdamse architect Paul Haffmans. Zijn multifunctioneel gebouw onder de Bijlmerdreef en de parkeergarage van Gliphoeve, met 10.000 m² het grootste complex in zijn soort in Nederland. Het centrum bevatte onder meer een kerk, sporthal, muziekschool, bibliotheek, kleine theaterzaal met buitenpodium en een medisch centrum en had een oppervlakte van 10.000 m² en was daarmee het grootste complex in zijn soort in Nederland. Ook kwam er naast het winkelcentrum op de begane grond een markt en kinderboerderij Gliphoeve. Het metrostation Ganzenhoef was toegankelijk vanaf het maaiveld, zowel vanuit het winkelcentrum, met trappen vanaf de bushaltes op de dreef en vanuit de parkeergarages. Voor het winkelend publiek betekende de ligging onder de dreven en parkeergarages dat men grotendeels droog en zonder gevaar voor het snelverkeer kon winkelen.
Door de ligging kwam er echter in het overdekte gedeelte maar weinig daglicht door en door de vele donkere en loze ruimten en hoekjes werd het een gewilde plaats voor criminelen, daklozen en andere duistere figuren. De grootste overlast werd echter veroorzaakt door de drugshandel waarbij de dealers en harddruggebruikers veel overlast gaven voor de winkeliers en winkelend publiek. In de jaren tachtig werd de leegstand in de Bijlmermeer een steeds groter probleem en verloor het winkelcentrum veel klanten. In 1986, toen het nieuwe grote winkelcentrum de Amsterdamse Poort werd geopend, nam de belangstelling voor het winkelcentrum nog verder af en sloten winkels hun deuren en ontstond er leegstand ondanks huurverlaging. Vooral na sluitingstijd als de rolluiken gesloten waren was verblijf in het winkelcentrum onaangenaam door de aanwezigheid van vele overlastgevende dealers en junks. De politie kon hier weinig aan veranderen ondanks het nabijgelegen politiebureau, vooral als in het centrum van Amsterdam door de politie een schoonveegactie werd gehouden en de dealers en junks massaal vanuit het centrum van Amsterdam met de metro het winkelcentrum overspoelden. Overlastgevers kwamen ook uit andere windstreken. Doordat het complex maar liefst 28 ingangen had was er door de politie bijna niet te handhaven omdat de daders snel uit de voeten konden bij een eventuele arrestatie en ook weer snel konden terugkeren na een actie.
In 1992 werd besloten tot de vernieuwing van de Bijlmermeer waarbij een aantal flats maar ook het inmiddels beruchte winkelcentrum Ganzenhoef moest verdwijnen. Er zou een heel nieuw winkelcentrum komen maar de bewoners tekenden bezwaar aan bij de Raad van State wat de sloop vertraagde. Uiteindelijk gingen de plannen toch door en in 1995 werd Geinwijk als eerste gesloopt gevolgd door Gerenstein. De sloop van het verloederde winkelcentrum Ganzenhoef en de nog aanwezige restanten van de beruchte parkeergarages van Gliphoeve en Gerenstein begon in 1996 waarna het winkelcentrum na nog geen 21 jaar weer was verdwenen.

## Heden
Intussen was in 1997 de Bijlmerdreef verlaagd en op de vrijgekomen oude plaats van het winkelcentrum en parkeergarage van Gerenstein werd een nieuw winkelcentrum gebouwd dat gereed kwam in 2002. Het kreeg de nieuwe naam "Ganzenpoort" en ligt iets westelijker gezien vanaf het metrostation dan het oude. Ook de parkeergarage van Groeneveen verdween en de omgeving rond de verlaagde Bijlmerdreef en het nieuwe winkelcentrum is onherkenbaar veranderd waarbij veel nieuwbouw verscheen. De kinderboerderij staat er echter nog steeds en op zaterdag is er nog steeds een markt op het Annie Romeinplein.
De naam Ganzenhoef bleef behouden voor het metrostation en het in 2015 voor het publiek gesloten politiebureau.